# Chilades roemii
Chilades roemii är en fjärilsart som beskrevs av Kalis 1933. Chilades roemii ingår i släktet Chilades och familjen juvelvingar. Inga underarter finns listade i Catalogue of Life.